# ليزلي مانيجات
ليزلي مانيجات (بالفرنسية: Leslie Manigat)‏ (و. 1930 – 2014 م) هو سياسي، وأكاديمي، وكاتب من هايتي . ولد في بورت أو برنس . تولى منصب رئيس هايتي (7 فبراير 1988–20 يونيو 1988) .
توفي في بورت أو برنس .

## مناصب وهيئات
أدار معهد الدراسات السياسية بباريس.
| المناصب السياسية | المناصب السياسية       | المناصب السياسية |
| ---------------- | ---------------------- | ---------------- |
| سبقه هنري نامفي  | رئيس هايتي 1988 - 1988 | تبعه هنري نامفي  |

## روابط خارجية
- ليزلي مانيجات على موقع الموسوعة البريطانية (الإنجليزية)
- ليزلي مانيجات على موقع مونزينجر (الألمانية)